# Museo didattico di arte e vita preistorica di Capo di Ponte
Il Museo didattico di arte e vita preistorica di Capo di Ponte (provincia di Brescia) viene fondato dall'’archeologo Ausilio Priuli al fine di far conoscere la storia e la vita delle genti alpine e camune preistoriche.
Il museo contiene una ricca collezione di calchi e rilievi delle rocce istoriate della zona, un laboratorio archeologico didattico sperimentale ed una ricostruzione di un villaggio preistorico del neolitico sulla sommità di una collina rocciosa dominante la media Val Camonica.